# Foliatie (differentiaaltopologie)
In de wiskunde (differentiaalmeetkunde) is een foliatie een equivalentierelatie op een topologische variëteit van dimensie n, wiens equivalentieklassen samenhangende, injectief ingedompelde deelvariëteiten zijn, die allemaal dezelfde dimensie k hebben, en lokaal op een affiene decompositie van Rn door de vlakken x+ Rk. Men noemt deze equivalentie klassen de bladeren van de foliatie.
In het geval van differentieerbare variëteiten geeft de stelling van Frobenius een alternatieve manier om foliaties te definiëren, namelijk als integreerbare deelbundels van de raakbundel.
In de lagere wiskunde wordt met een foliatie ook wel gewoon een plot van de oplossingskrommen van een differentiaalvergelijking bedoeld. Men noemt die ook wel integraalkrommen. Deze zijn dan gelegen in een gladde Euclidische ruimte die overal plat is.

## Voorbeelden
- Het meest evidente voorbeeld van een foliatie is de opdeling van Rn waar we de eerste n-p coördinaten constant houden.
- De vezels van een onderdompeling {\displaystyle f:M\rightarrow N} geeft een foliatie op {\displaystyle N}.